# 마정길
마정길(馬正吉, 1979년 3월 13일 ~ )은 전 KBO 리그 넥센 히어로즈의 투수이자, 현 KBO 리그 키움 히어로즈의 불펜코치이다.

## 선수 시절

### 아마추어 시절
청주기계공업고등학교 시절 에이스로 활약했다.

### 한화 이글스시절
1998년 신인 드래프트 2차 10라운드(전체 74위) 지명을 받았으나 단국대학교에 진학했다. 졸업 후 2002년에 입단해 주로 중간 계투로 등판했다. 2004년 병역 비리로 적발돼 복무 후 2007년에 복귀했고, 2008년 시즌 팀 내 투수 중 가장 많은 64경기에 등판해 2승 1패, 7홀드, 2점대 평균자책점을 기록했다. 시즌 후 연봉 협상에서 전년보다 100% 인상된 1억원에 계약했다. 2008년의 영향으로 2009년에는 54경기 1세이브, 7홀드, 4점대 평균자책점을 기록해 황재규, 양훈에게 핵심 중간 계투 자리를 내 주고 연봉도 삭감됐다.

### 넥센 히어로즈시절
2010년 3월 12일 시범 경기 기간 중 좌완 투수 마일영을 상대로 현금 3억원에 트레이드돼 셋업맨으로 활동했다. 박승민의 부상으로 인해 사이드암 불펜 투수가 필요했던 팀과 선발과 불펜을 오가는 좌투수가 필요했던 한화 이글스의 팀 사정으로 인해 트레이드됐다. 구단에서는 전력 보강 차원에서 추진된 점을 언급하며 승인됐고, 이후에는 마일영보다 더 좋은 기량을 보여 팀의 트레이드 중 가장 잡음이 적었으며 성공적인 트레이드로도 평가받았다. 이적 후 초반에는 기복이 심해 2군을 오고 갔으나, 점차 정착해 58경기에 등판해 3승 2패, 2홀드, 3점대 평균자책점으로 마무리했다.
2011년 시즌에는 셋업맨으로서 좋은 활약을 보여줬으나 시즌 중반 불의의 무릎 부상을 당해 8월 5일 이후 등판하지 못했고, 45경기에 등판해 1승 4패, 3점대 평균자책점으로 시즌을 마감했다. 재활 후 2013년에 복귀했고 29경기에 등판해 4승 1패, 4점대 평균자책점을 기록했다.
2014년에는 56경기에 등판해 3승 3패, 7홀드, 4점대 평균자책점을 기록했다. 2015년에는 35경기에 등판해 5점대 평균자책점으로 부진했다. FA 자격을 얻었지만 총액 2년 6억 2,000만원에 재계약하며 잔류했다.
2016년에는 시즌 초반 좋은 성적을 기록하며 이적 후 가장 많은 경기에 출장했고 61경기에 등판해 6승 1패, 12홀드, 4점대 평균자책점의 성적으로 시즌을 마감했다. 그러나 2017년 들어서 구위가 급격하게 떨어지며 7경기에 등판해 10점대 평균자책점으로 크게 부진했고, 결국 6월 1일에 은퇴를 선언했다.

## 야구선수 은퇴 후
2017년 6월 2일부터 넥센 히어로즈의 불펜코치로 활동했다.

## 별명
- 2008년 시즌 중 잦은 연투와 많은 투구 이닝으로 인해 '마노예'라고 불렸다.[5]

## 출신 학교
- 청주내덕초등학교
- 청주중학교
- 청주기계공업고등학교
- 단국대학교

## 주요 기록
- 2008년 시즌 최다 출장 공동 3위 (64경기, 강영식과 공동), 불펜 투수 중 최다 이닝 등판 (92.2이닝)
- 2010년 시즌 최다 출장 16위 (58경기)

## 통산 기록
| 연도        | 소속        | 경기 | 승 | 패 | 세이브 | 홀드 | 이닝  | 피안타 | 피홈런 | 삼진 | 볼넷 | 실점 | 자책 | 방어율 | WHIP |
| ----------- | ----------- | ---- | -- | -- | ------ | ---- | ----- | ------ | ------ | ---- | ---- | ---- | ---- | ------ | ---- |
| 2002년      | 한화        | 59   | 2  | 5  | 6      | 6    | 60    | 64     | 8      | 54   | 21   | 38   | 36   | 5.40   | 1.42 |
| 2003년      | 한화        | 63   | 3  | 2  | 2      | 8    | 68.2  | 56     | 6      | 57   | 30   | 34   | 31   | 4.06   | 1.25 |
| 2004년      | 한화        | 33   | 2  | 1  | 2      | 1    | 41    | 36     | 7      | 37   | 22   | 23   | 22   | 4.83   | 1.41 |
| 2007년      | 한화        | 11   | 0  | 1  | 0      | 1    | 12    | 15     | 3      | 7    | 6    | 7    | 6    | 4.50   | 1.75 |
| 2008년      | 한화        | 64   | 2  | 1  | 2      | 7    | 92.2  | 63     | 7      | 67   | 31   | 31   | 30   | 2.91   | 1.01 |
| 2009년      | 한화        | 54   | 0  | 0  | 1      | 7    | 50.2  | 61     | 6      | 39   | 23   | 31   | 28   | 4.97   | 1.66 |
| 2010년      | 넥센        | 58   | 3  | 2  | 0      | 2    | 56.1  | 51     | 6      | 43   | 28   | 23   | 19   | 3.04   | 1.40 |
| 2011년      | 넥센        | 45   | 1  | 4  | 0      | 8    | 48.1  | 37     | 3      | 46   | 24   | 20   | 18   | 3.35   | 1.26 |
| 2013년      | 넥센        | 29   | 4  | 1  | 1      | 1    | 33    | 32     | 1      | 31   | 18   | 20   | 15   | 4.09   | 1.52 |
| 2014년      | 넥센        | 56   | 3  | 3  | 0      | 7    | 64    | 57     | 9      | 55   | 30   | 37   | 34   | 4.78   | 1.36 |
| 2015년      | 넥센        | 35   | 0  | 0  | 0      | 0    | 37.1  | 36     | 4      | 33   | 17   | 22   | 21   | 5.06   | 1.42 |
| 2016년      | 넥센        | 61   | 6  | 1  | 0      | 12   | 63.2  | 61     | 10     | 52   | 34   | 33   | 29   | 4.10   | 1.49 |
| 통산 : 12년 | 통산 : 12년 | 568  | 26 | 21 | 14     | 60   | 627.2 | 569    | 70     | 521  | 284  | 319  | 289  | 4.14   | 1.36 |